# Осада Доля (1477)
Осада Доля французскими войсками состоялась в июле — октябре 1477 в ходе войны за бургундское наследство.

## Кампания 1477 года
18 февраля 1477 штаты графства Бургундии признали власть французской короны, но уже в марте в стране началось всеобщее восстание во главе с принцем Оранским. После ряда неудач французскому наместнику Жоржу II де Ла Тремую, сиру де Крану, удалось нанести повстанцам поражение в бою у моста Маньи, и подойти к Безансону, но затем ему пришлось спешно двигаться в герцогство Бургундское для подавления восстания в Дижоне.

## Начало осады
Наведя порядок в герцогстве, Ла Тремуй в конце июля с 14 000 человек и сильной артиллерией подступил к столице Франш-Конте. Обороной Доля руководил сеньор де Монбайон, человек опытный и предприимчивый. Под его командой был гарнизон, городское ополчение и около тысячи швейцарцев, во главе с бернским дворянином. Город был хорошо укреплен, имел два крепостных рва, достаточный запас продовольствия.
Первые вылазки осаждённых были отражены с большими для них потерями, и сенешаль Тулузы Гастон дю Лион с характерным южным бахвальством сообщал своим подчинённым, что в вылазке 26 июля участвовали от тысячи до тысячи ста человек, в том числе 700—800 швейцарцев, «лучшие среди тех, что убили герцога Бургундского», и ни один из этих швейцарцев не ушёл живым, французы же, которых было не более четырёхсот, убив восемь или девять сотен человек, не потеряли ни одного воина, только пажа и кутилье, которые утонули в реке, преследуя противника, хотя и имели много раненых, и потеряли часть лошадей. «Трижды мы встречались со швейцарцами, и всякий раз их били. Говорили, что они не обращаются в бегство, но мы заставили их изменить свой обычай».

## Штурмы
Ла Тремуй, рассчитывавший быстро овладеть городом, обманулся в своих ожиданиях. Непрестанные вылазки в течение недели не давали установить осадные батареи. Основной огонь был сосредоточен против квартала Монролан, и через десять дней обстрела брешь была достаточна для штурма. Де Кран двинул своих людей в пролом, но после жестокого боя они были отброшены с большими потерями. Второй штурм также не принёс результата, а потери осаждающих достигли тысячи человек.
Не сумев взять город силой, Ла Тремуй решил добиться сдачи путем блокады, и отправил отряды опустошать окрестности.

## Падение Гре
Двое из руководителей контуазских повстанцев, сеньоры Гийом и Клод де Водре, завязали тайные сношения с жителями Гре, который был базой сира де Крана. В отсутствие губернатора предоставилась благоприятная возможность отвоевать это место, где был оставлен гарнизон из 1 800 человек во главе со знаменитым капитаном наёмников престарелым Жаном Салазаром.
Грозовой ночью 5 октября Клод де Водре с тысячей солдат переправился через Сону, приставил штурмовые лестницы и, сохраняя тишину, взобрался на стену. Шум мельниц и сильный ветер помешали французам что-либо услышать, но когда мятежники проникли в город, часовые подняли тревогу. Оказавшись в окружении, гарнизон поджёг соседние дома, чтобы попытаться покинуть город, пользуясь суматохой, но жители, видя, как гибнет их добро, решили никого не выпускать живым. После жестокого боя французам пришлось отступить в цитадель. Не имея другого выхода, Салазар с оставшимися людьми предпринял отчаянную попытку прорыва через горящий город, и, потеряв большинство спутников, обожжённый и сильно израненный сумел вырваться и уйти из Гре.

## Разгром Ла Тремуя
Через два дня наступила очередь Ла Тремуя. Ночью, в бурю и сильный дождь, осаждённые скрытно выступили из города и, обманув бдительность часовых, обрушились на лагерь противника. Де Кран бежал в герцогство Бургундское, бросив всю артиллерию, и потеряв по дороге 2 000 человек, убитых мятежниками в ходе преследования. Квартал, где борьба была особенно кровопролитной, с тех пор называется Улочкой мёртвых (Ruelle des morts).
Сеньор де Кран после поражения и изгнания французов из Франш-Конте был отрешён от должности разгневанным королём Людовиком XI, назначившим ему на смену Шарля де Шомон-Амбуаза, которому предстояло вернуть утраченное.
Мария Бургундская и Максимилиан Габсбург письменно поблагодарили население Доля ещё до окончания осады, подтвердили городские вольности и обещали помочь деньгами и людьми. Этой помощи горожане не дождались ни в первую, ни во вторую осаду.
В память о победе дольские дамы установили ежегодную торжественную процессию. Как говорят, во время последней вылазки женщины собрались в коллегиальной церкви просить небесного покровительства оружию защитников и обещали в случае успеха ежегодно проводить подобный выход из города. Эта церемония устраивалась ежегодно, вплоть до завоевания Франш-Конте Людовиком XIV.
Считается, также, что именно после победы над Ла Тремуем город принял свой девиз: Justitia et armis («Справедливость и оружие»).